# Митрополит цетињски Руфим II
Руфим (Рувим) II Бољевић био је митрополит цетињски од 1662. до 1685. године.

## Биографија
Био је родом из Црмнице, пореклом је из породице Пламенац, па се у летописима помиње и као Рувим Пламенац.
Рувимов претходник на месту митрополита цетињског био је Мардарије (1640-1659). Не зна се поуздано ко је био митрополит од 1660. до 1662. године и да ли је он уопште био на тој функцији. Он се посебно помиње у изворима из 1673, 1675, 1682. и 1685. године. Платио је изградњу резервоара у манастиру Хиландар пре свог устоличења. Историчари И. Степчевић и П. Ковијанчић тврде да је Рувим 1662. године изабран за митрополита цетињског, па је стога био један од судија у решавању спора између харамбаше Лазарића и Каручана из Црмнице, који се догодио 2. новембра 1772. године.
Према историчарима, управо су се под митрополитом Рувимом црногорски хајдуци предвођени Бајом Пивљанином борили на страни Млетачке републике у Критском рату. После рата, Рувим се активно супротстављао насилном покатоличењу Црне Горе и чак је по православном обреду крстио гувернера Кучија Лалеа Дрекалова. Митрополит је успео и да постигне помирење међу многим црногорским породицама и оконча обичаје крвне освете и анатема незадовољних.
Истовремено, подржао је Млетачку републику. Јануара 1685. изненада је умро, а Сенат Венеције послао је писмо которском млетачком гувернеру у коме је изразио тугу због смрти цетињског митрополита, који је одувек био заинтересован да помогне Венецији. Историчари сматрају да је митрополит Рувим био највернији пријатељ владара Венеције у то време. Сахрањен је у манастиру Горње Брчеле.
Далеки потомак епископа Рувима, Арсеније (Пламенац) био је и митрополит цетињски (1781–1784).
Марко Драговић је објавио једно писмо од 19. октобра 1673. године у којем се спомиње овај митрополит. Из писма се види да је владика мијењао имовину са Франом Антоновим у Маинама код Будве. У другом писму, за који Драговић претпоставља да је из доба Руфима II, a не I, наводи се да је Руфин био свештеник, а тада владика, који стоји у манастир на Цетиње. Он сам себе спомиње и на једној србуљи из 1689. године. У њој спомиње велику биједу и несрећу када се царство смјењује и каже да може Бог опет дати да виде опћега оца патријарха у својој епархији. Марко Драговић сматра да се то односи на Арсенија Црнојевића који је одласком у великој сеоби, упразнио патријаршијски пријесто. 1675. године је утицао на Куче, да се из римокатолицизма врате у православље. Он се у једном братоножићком предању назива владика брчеоски(Манастир Брчели је био филијала манастира Врањине). Пошто је 1614. био у Кучима збор главних људи из околних покрајина са пећким патријархом на челу, гдје се договарало о опћем устанку против Турске, могуће је да је тај повратак православљу био тако успјешан, јер се покатоличавање десило у истом вијеку (није се десило давно, да би се дубље укоријенило).